# Asterias microdiscus
Asterias microdiscus is een zeester uit de familie Asteriidae.
De wetenschappelijke naam van de soort werd in 1950 gepubliceerd door Alexander Michailovitsch Djakonov.